# Усинское нефтяное месторождение
Уси́нское месторождение — нефтяное месторождение в России. Расположено в Коми.

## Общие сведения
Открыто в 1963 году, освоение началось в 1973 году. Относится к Тимано-Печорской нефтегазоносной провинции.
Запасы нефти составляет 350 млн тонн. Плотность нефти составляет 20,7° API. Содержание серы составляет 1,09 %.
Оператором месторождения является российская нефтяная компания «Лукойл». Добыча нефти на месторождении в 2009 году составила 2,104 млн тонн.